# Daniela Buruiană
Daniela Buruiană-Aprodu (ur. 19 lipca 1953 w Braile) – rumuńska polityk i dziennikarka, była posłanka, w 2007 deputowana do Parlamentu Europejskiego.

## Życiorys
Ukończyła studia na Wydziale Mechaniki Instytutu Politechnicznego w Bukareszcie. Pracowała jako dziennikarka. Zaangażowała się w działalność Partii Wielkiej Rumunii. W latach 1990–1992 i 1996–2008 z jej ramienia zasiadała w Izbie Deputowanych.
Po przystąpieniu Rumunii do Unii Europejskiej 1 stycznia 2007 objęła mandat eurodeputowanej jako przedstawiciel PRM w delegacji krajowej. Została członkinią grupy Tożsamość, Tradycja i Suwerenność, a także Komisji Rynku Wewnętrznego i Ochrony Konsumentów. Z PE odeszła 9 grudnia 2007, kiedy to w Europarlamencie zasiedli deputowani wybrani w wyborach powszechnych.